# Télemachos

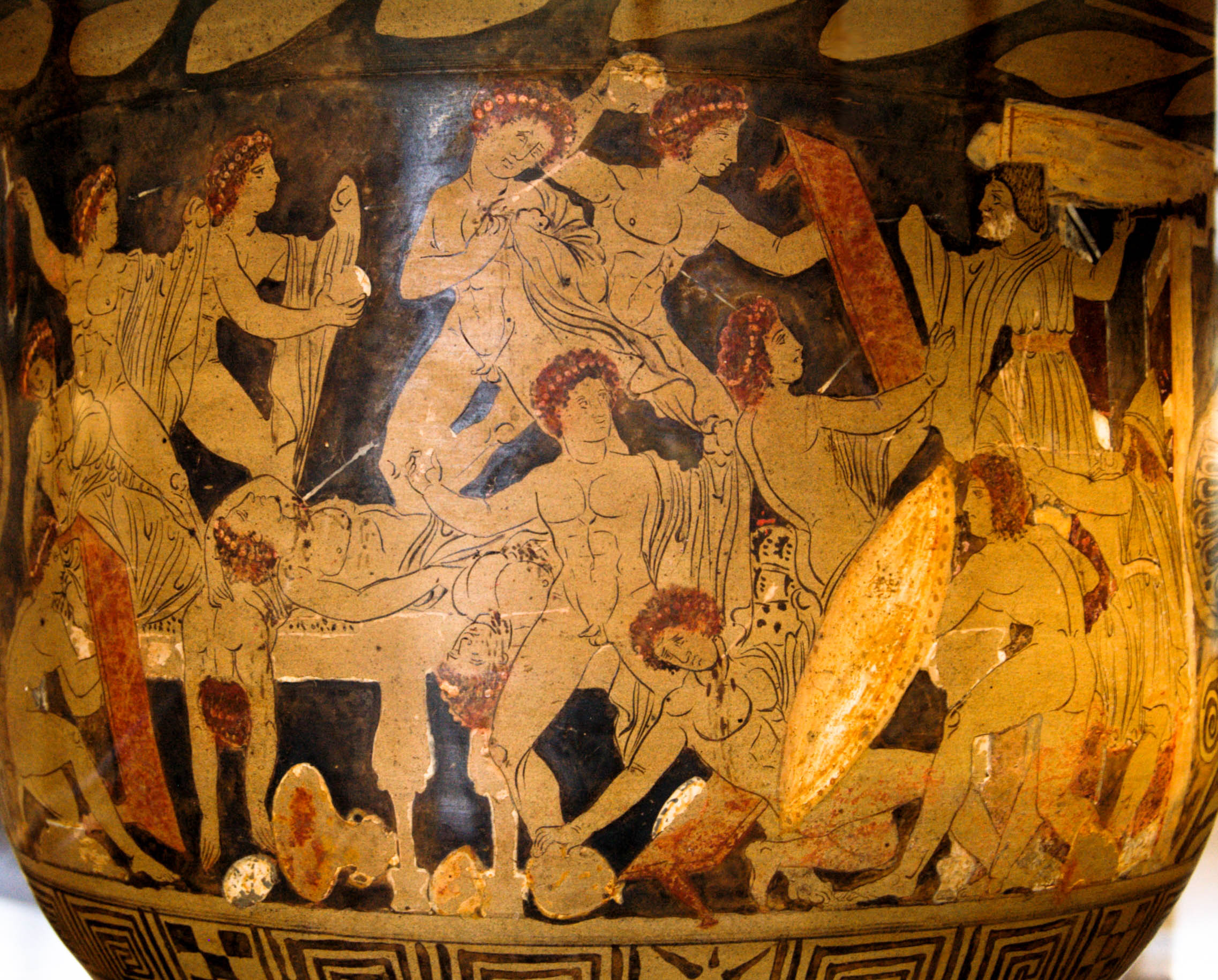
Odysseus, Télemachos a Eumaios masakrují nápadníky, červenofigurová malba na řeckém kratéru, přibližně 330 př. n. l.

Télemachos (řecky Τηλέμαχος, také přeložen jako Telemachus či Telémakhos; doslovně „daleký bojovník“) je postava z řecké mytologie, syn ithackého krále Odyssea a jeho manželky Pénelopy. Jeho dobrodružství jsou popsána v Homérových eposech „Ilias“ a „Odysseia“, ve kterých se o něm vypráví od dětství až po bujné mužství. Prvním čtyřem knihám Odyssey se také někdy říká Telemachie.

## Odyssea
Télemachos se narodil přesně v den, kdy jeho otec Odysseus byl povolán jít bojovat do Tróje. Aby se vyhnul rukování, Odysseus začal simulovat šílenství: zapřáhl do pluhu vola, zoral pole a oséval ho solí. Na tento trik mu však brzy přišli. Rek Palamédés mu položil před spřežení malého Télemacha, zabaleného v plenkách, a Odysseus samozřejmě zastavil. Tím prozradil, že má všech pět pohromadě – a měl je po celou dobu války: byl nejlepším rádcem vrchního velitele a jeho prozíravosti se rovnala jen jeho odvaha, která mu vynesla titul „bořitel měst“.
Když Télemachos vyrostl a jeho otec byl pryč z domu více než 20 let, zjevila se mu náhle
bohyně Athéna. Vzala na sebe podobu moudrého Mentóra, Odysseova přítele a Télemachova rádce, a odešla do přístavu. Tam přikázala plavci Noémonovi, aby připravil rychlou loď. Vyzvala Télemacha, aby do ní vstoupil, potom seslala příznivý vítr a celý den a celou noc s ním plula, až přistál v písečném Pylu. Starý král Nestór se nad návštěvou velmi zaradoval, nebyl mu však s to pomoci, protože sám o Odysseovi nic neslyšel. Poradil mu však, aby se vypravil do Sparty ke králi Meneláovi, a za průvodce mu dal svého syna Peisistrata.
Ve Spartě mu král Meneláos prozradil, co se dozvěděl od mořského starce Prótea: že jeho otec žije, ale na ostrově nymfy Kalypsó, která mu brání, aby se vrátil domů.
Télemachos se zprávou nesmírně potěšil, ale protože nikdo z lidí nevěděl, kde leží Kalypsin ostrov, nevěděl si rady. Ve spánku se mu opět zjevuje bohyně Athéna a radí mu vrátit se zpět
do Ithaky dříve než mu matčini ženichové rozkradou celý dům. Télemachos se spěšně vrátil do Pylu a nasedl na loď. Když připlul zpět k prvnímu mysu skalnaté Ithaky, vystoupil na břeh a loď poslal obvyklou cestou domů. Pak se vypravil k chýši pastýře vepřů Eumaia, aby se u něho skryl, a poslal matce zprávu o návratu z daleké cesty.
Eumaios uvítal Télemacha s obrovskou radostí. Před jeho chatrčí seděl vetchý stařec,
který ihned vstal, aby uvolnil místo královu synu. Télemachos po chvíli poznal, že je to
jeho hledaný otec Odysseus. Nelze říci, kdo měl větší radost ze shledání, jestli syn nebo
otec. Společnými silami pak vytvořili plán, jak se zbavit všech nápadníků ve svém domě.
Télemachův příběh je odděleným článkem hlavních událostí, ale zároveň zobrazuje důležitý
moment v jeho životě. Vzhledem k tomu, že byl vychováván převážně matkou a služkou, nebyl
nikdy schopen se stát řádným dospělým mužem. Například, když přemýšlí jak se zbavit ženichů,
poradí mu Mentés, syn tafijského krále, aby svolal sněm. Poprvé od Odysseova odjezdu se
tedy na Ithace koná sněm a v něm si Télemachos hořce stěžuje na své útrapy brekem. Télemachos se tedy nikdy nedočkal mužství podle řeckých tradic, a je tedy sporné, zda se vůbec stal „mužem“ do konce eposu.

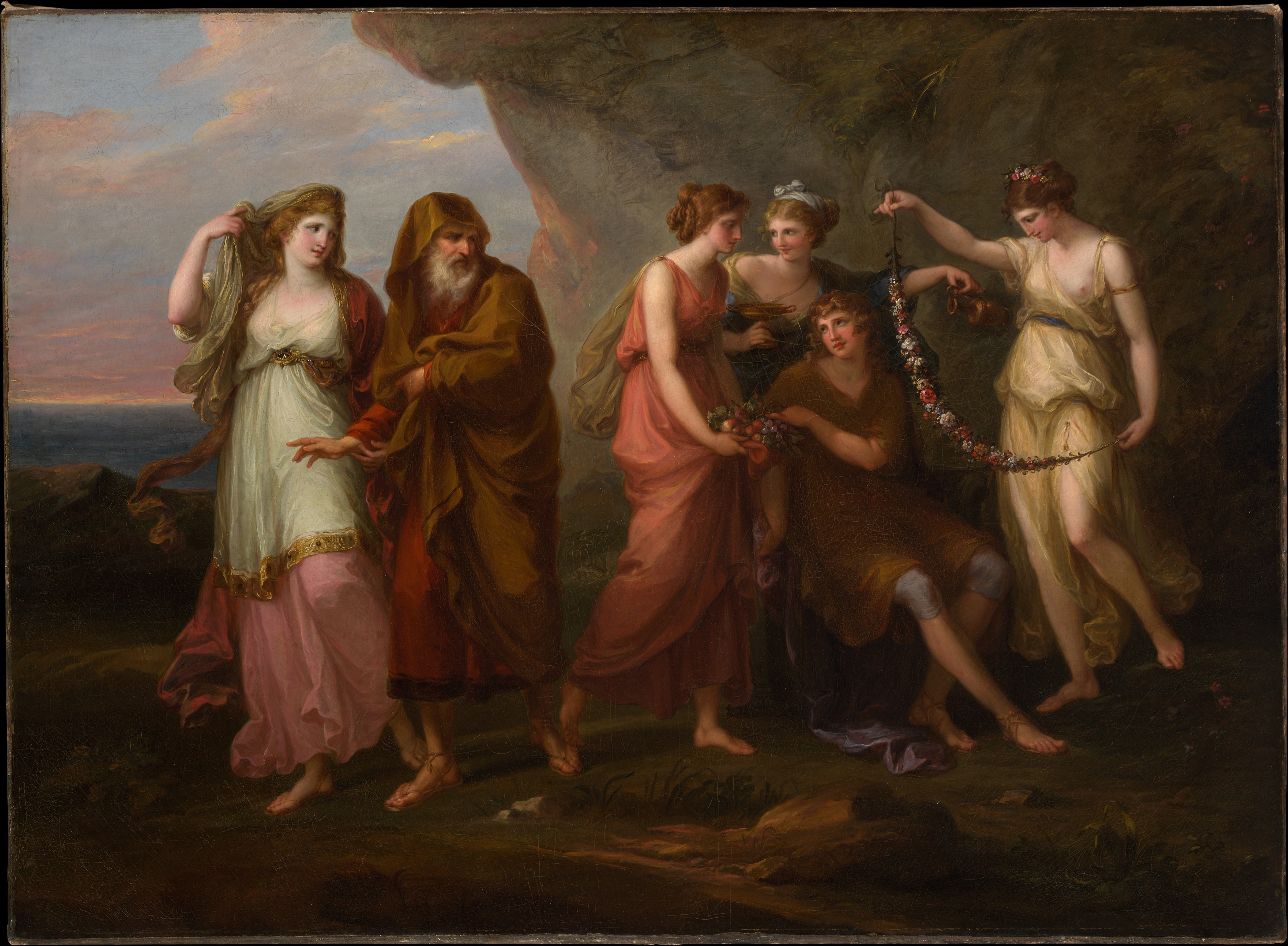
Angelica Kaufmann: Télemachos mezi nymfami Kalypsó, 1782

## Další osudy
Podle pozdějších bájí si vzal za ženu Nestorovu dceru Polykastu, podle jiných fajáckou princeznu Naušiku, nebo konečně kouzelnici Kirké. 

## Télemachos v umění (výběr)

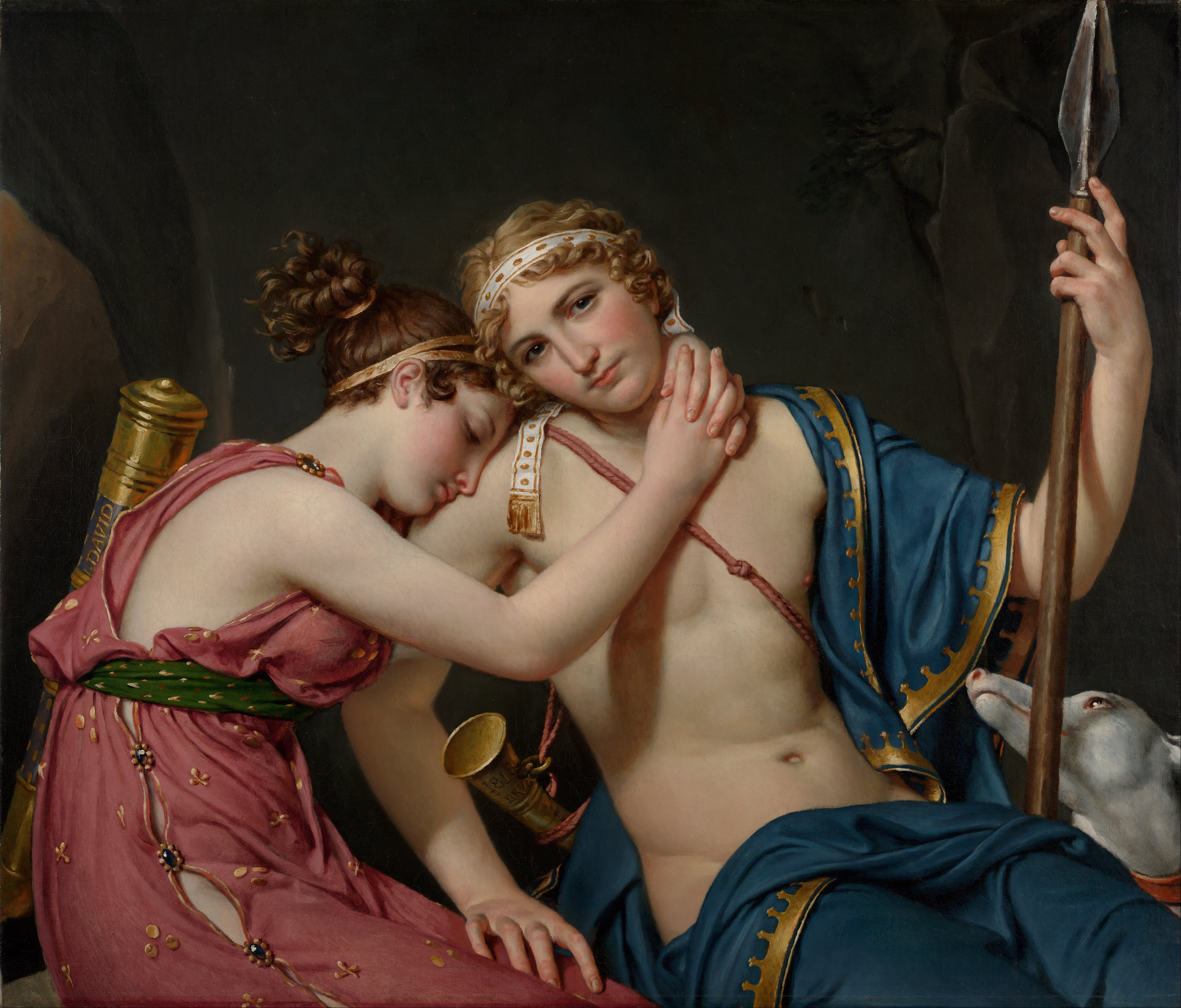
Jacques-Louis David, Loučení Télemacha a Eucharis, Paříž 1818

V umění bylo téma oblíbené především v klasickém řeckém umění, pak opět od barokní kultury až do klasicismu. 
Literatura
- François Fénelon: Příběhy Telemacha, syna Odysseova (1699), česky poprvé 1796–1797; (anglicky The Adventures of Telemachus, Son of Ulysses)
- Jules Lemaître: román Svatba Télemachova
- Jamese Joyce :Odysseus (Ulysses)

Výtvarné umění
- Příběhy Télemachovy, série barokních tapisérií z let 1712–1724, Judocus de Vos, Brusel; na zámku Hluboká
- Angelica Kauffmanová: Télemachos a nymfy Kalypsó (1782)
- Antonio Canova: Reliéf Télemachos
- Jacques-Louis David: Loučení Télemacha a Eucharis

Hudba
- Alessandro Scarlatti: opera Télemachos (1718)
- Christoph Willibald Gluck: opera Telemacco (1756)
- François Adrien Boieldieu:opera Télemaque (1806)